# Carlos Díaz (Sänger)
Carlos Díaz (* 20. Oktober 1930 in Trinidad; † 7. Februar 2002 in Miami) war ein kubanischer Sänger.

## Biografie
Díaz kam 1941 mit seiner Familie nach Havanna und begann dort, in Gruppen seines Barrio zu singen. Ab etwa 1949 trat er als Sänger der Gruppe Los Hermanos Castro im Hotel Nacional auf und wurde Nachfolger des bisherigen Ersten Sängers Cheo Valladares.
Seine ersten erfolgreichen Plattenaufnahmen entstanden in Venezuela, und Díaz arbeitete mit dem Orquesta Casino de la Playa zusammen. Im Fernsehen trat er in Musical wie My Fair Lady, Can-Can, Gigi und El Soldado de Chocolate auf. Zugleich entstanden in den 1950er und 1960er Jahren weitere Aufnahmen mit verschiedenen Orchestern.
Nach einem schweren Unfall 1965 musste Díaz seine Laufbahn ein Jahr lang unterbrechen. 1969 verließ er Kuba und trat in Spanien in Hotels der Meliá-Kette auf. 1973 ging er nach Venezuela, wo er im Rundfunk und Fernsehen auftrat und mit den Gruppen von Billo Frómeta und Lucho Bermúdez aufnahm.